# Leopard 2A5

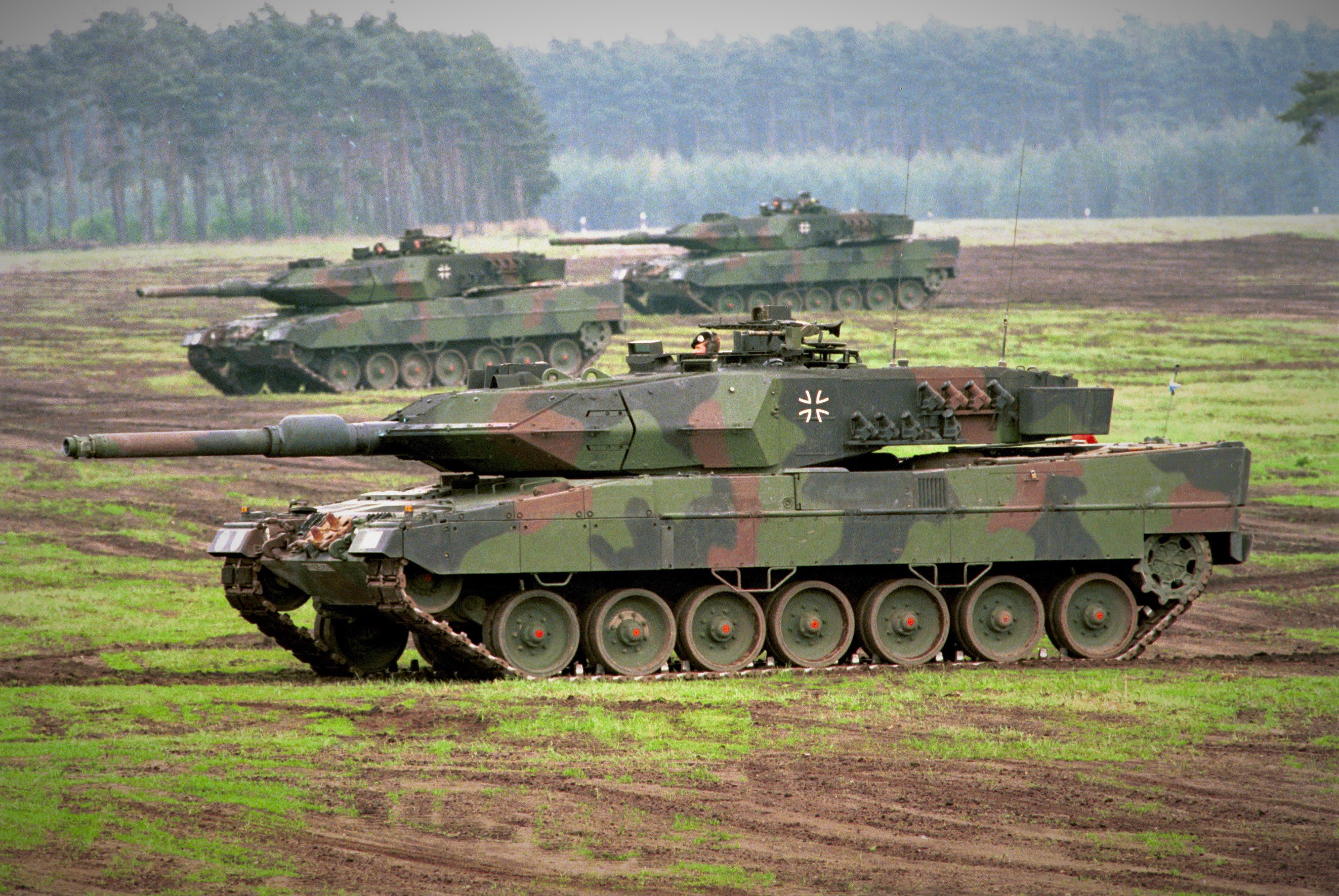
Танки Leopard 2A5 Бундесвера во время учебно-боевой демонстрации

Leopard 2A5  - немецкий основной боевой танк. Представляет собой модернизацию танков «Леопард-2» предыдущих серий, в основном направленную на увеличение брони.

## История
С середины восьмидесятых годов стало понятно, что бронирование и огневая мощь танков «Леопард-2» перестаёт соответствовать современным требованиям. В результате в 1984 году Управление оборонных технологий и закупок ФРГ сформулировало требования по устранению этих недостатков, затем в 1989 году в Германии была начата программа улучшения боевого потенциала (KWS) танков «Леопард-2» (нем. Kampfwertsteigerung). Окончательные военные требования были опубликованы в марте 1990 года. Планировалось, что программа KWS будет состоять из трёх этапов (фаз): KWS I, II и III, при этом этапы не обязательно должны были следовать друг за другом по времени.: Первым начат реализовываться этап KWS II, направленный на повышение живучести танка. В рамках этого этапа в 1989 году на основе танка Leopard 2A4 из пятой производственной серии был создан опытный носитель компонентов (нем. Komponentenversuchsträger (KVT)). В основном на нём тестировались изменения, предназначенные для улучшения защиты танка. На основе данных, полученных при испытаниях KVT, в период с зимы 1990 года по осень 1991 года были построены два образца для войсковых испытаний серии 'TVM1' (нем. Truppenversuchsmuster): TVM-max (нем. Maximalanforderung) и TVM-min (нем. Minimalanforderung).
По результатам испытаний платформ TVM1 была создана платформа TVM2. За исключением некоторых деталей она была похожа на TVM-max. Результаты испытаний прототипов обсуждались в с 30 марта 1992 года по 3 апреля 1992 года в Федеральной академии военного управления и оборонных технологий в Мангейме представителями трех государств-пользователей «Леопард-2» — Германии, Нидерландов и Швейцарии. Объём переоборудования должен был соответствовать следующим критериям: соблюдение финансового лимита в 1,18 млн немецких марок на одну машину, и соответствие погрузочной массе большегрузного транспортера SLT 56 Franziska. Поэтому от дополнительного бронирования крыши башни, дополнительной лобовой защиты шасси, противоосколочной защиты шасси отказались. Была введена задняя видеокамера для водителя. Конфигурация, определённая таким образом, получила название конфигурация Мангейма. В этой конфигурации был построен образец войсковых испытаний TVM2 mod. Испытания проводились с 1993 года по 1994 год. TVM2 mod был выбран в качестве окончательного прототипа танка Leopard 2А5.

## Конструкция
Leopard 2A5 представляет собой модернизацию танков предыдущих выпусков. В данной статье рассматриваются только изменения конструкции танка относительно предыдущей модели. Более полно с оставшимися неизменными элементами конструкции можно ознакомиться в статье Leopard 2A4.
Leopard 2A5 получил дополнительное бронирование башни. Лобовая часть башни и передняя часть её боковой проекции были закрыты клиновидными щитками из композитной брони. Боковые щитки выполнены откидными, в них размещается дополнительное оборудование: на внутренней части левого щитка — сумка с приспособлениями для чистки пушки и пусковых установок дымовых гранат, на внутренней части правого щитка и на башне под ним — приспособления для преодоления водной преграды, в том числе сумка с предохранительными кронштейнами, тросами, чехлом для пушки и дыхательный аппарат регенеративного типа для механика-водителя. Кроме установки дополнительной брони, башня усилена путем замены на более прочную наружной брони в области размещения экипажа и композитной разнесённой брони в корпусе башни. Также была усилена броня маска пушки. Кроме того, броня башни и корпуса в области размещения экипажа покрыта изнутри кевларовыми матами для снижения воздействия осколков после пробития брони, а также для тепло- и шумоизоляции. Бортовые экраны, защищающие гусеницы и корпус за ними, соответствуют версии корпуса, который был использован, то есть могут быть выполнены как по «технологии D», так и по «технологии C».

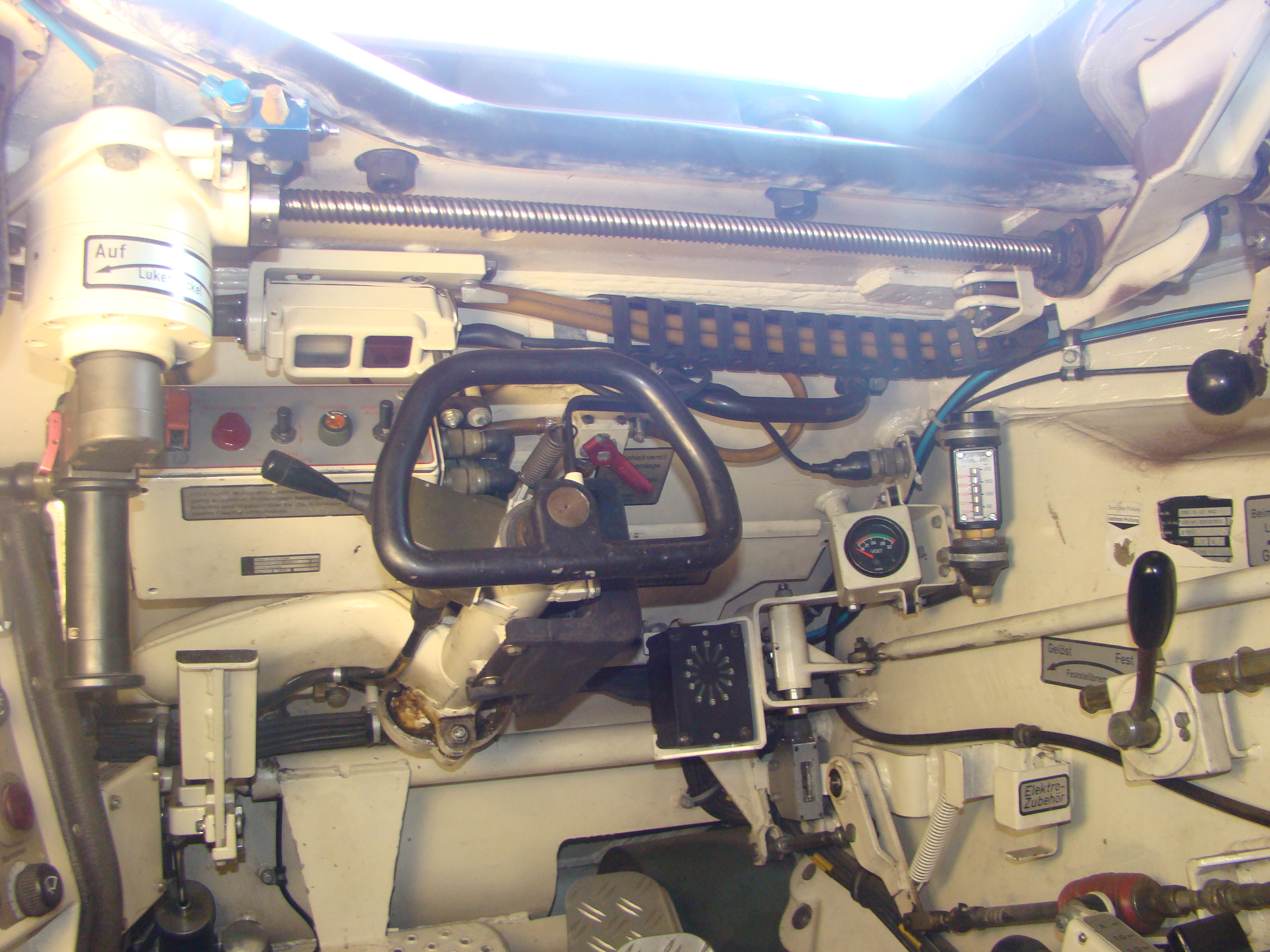
Leopard 2A5, место механика-водителя

Вследствие закрытия передней части башни дополнительной броней основной прицел наводчика EMES 15 пришлось поднять на 20 см выше. Это решение также усилило бронирование правой стороны башни. Механизм открывания и закрывания защитных шторок прицела EMES 15 получил электрический привод. Запасной прицел наводчика FERO-Z18 был перемещен с правой стороны маски пушки на верхнюю сторону. Поскольку поднятый EMES 15 закрывал передний обзор командирскому прицелу PERI-R17A2, последний был перемещён назад за командирский люк и также поднят. Соответственно люк командира стал открываться не назад, а вправо. Совместно с новым командирским прицелом был смонтирован тепловизионный прибор TIM 8-12. При этом командир сохранил возможность получения изображения с прицела наводчика. Передний блок кольцевого командирского перископа был увеличен для лучшего обзора. На корме танка для облегчения управления при движении задним ходом была установлена камера заднего обзора, изображение с которой передается на монитор механика-водителя. Штанга указателя габаритов танка перемещена с правого заднего угла корпуса к камере заднего вида. Вместо поворотного люка механика-водителя был оснащён более прочный сдвижной, с электрогидравлическим приводом. Слева от люка водителя приварены кронштейны для штанг крепления камуфляжной сетки. Задняя часть башни переработана с новой концепцией укладки.
Электрогидравлическая система поворота башни и стабилизации пушки WNA-H22 заменена полностью электрической системой E-WNA, имеющей сниженное энергопотребление, поскольку у неё нет необходимости в преобразовании энергии из одного вида в другой. Кроме того, повышен уровень защиты экипажа. В случае повреждения трубопровода гидросистемы струя жидкости под большим давлением может нанести травмы. Кроме того, утечка жидкости образует образует аэрозольную смесь, повышающую риск возгорания и взрыва. Электросистема E-WNA исключает эти риски. Аварийная система поворота башни также стала электрической, в отличие от предыдущих вариантов Leopard 2, у которых при выходе из строя штатных приводов башни и пушки использовалась рабочая жидкость из аварийного контура. Наводчик использует для аварийного поворота башни джойстик, размещенный справа от штатной рукоятки. При потере энергоснабжения башня полностью обездвиживается. Конструкция опоры цапф пушки изменена, откатники усилены. Эти изменения стали частью процесса подготовки к установке пушки с длиной ствола L/55 и позволили вести огонь новым боеприпасом DM53, который имеет увеличенную на 60 % бронебойность по сравнению с снарядом DM33.
Leopard 2A5 оборудован комбинированной навигационной системой, объединяющей инерциальный и GPS-навигаторы. Навигационная система выводит текущую позицию и промежуточные точки маршрута на контрольную панель перед командиром. Дисплей с выводом картографических данных отсутствует.
В связи с установкой дополнительной брони в передней части башни и исключением электрогидронасоса в корме башни центр тяжести танка, который ранее находился сразу за башней, сместился ближе к носу. В результате существенно возросла нагрузка на передние узлы подвески и снизилась скорость движения по пересеченной местности. Проблема частично была решена за счет увеличения преднатяга торсионных валов, но окончательно от неё избавиться не удалось. Масса танка Leopard 2A5 выросла до 59,7 тонн.

## Модификации

### Leopard 2A5A1
Командирский танк Бундесвера. Отличается наличием дополнительной радиостанции

### Leopard 2A5DK

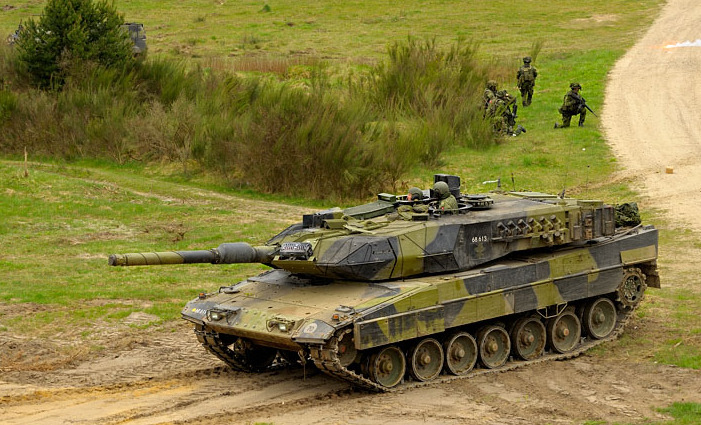
Leopard 2A5DK, 2010

Leopard 2A5DK вооруженных сил Дании имеет дополнительные улучшения относительно стандартного Leopard 2A5 Бундесвера. Лобовая часть корпуса защищена дополнительным накладным бронемодулем. Машина оснащена системой кондиционирования воздуха, наружный блок охлаждения которой расположен в задней части башни, что привело к изменению формы заднего вещевого отсека. Танк оснащён вспомогательной силовой установкой, расположенной справа в кормовой части корпуса. Изменено размещение дымовых мортир на башне (шесть в верхнем ряду и две в нижнем).  Командирский прицел дополнительно защищен кевларовыми панелями, а рядом со вспомогательным прицелом наводчика на маске пушки  установлен прожектор белого света. Перед командирским люком размещен ящик для хранения карабинов Diemaco C8A1. В 2006—2007 годах несколько машин были переоборудованы в вариант Leopard 2A5DK Desert для участия в ISAF . С 2011 года Leopard 2A5DK Desert был модернизирован до стандарта Leopard 2A5DK QRF (в частности, была усилена противоминная защита днища, дополнительно защищены прицелы наводчика и командира, применена теплоотводящая маскировочная накидка SAAB Barracuda и установлены бортовые противокумулятивные решетки. На некоторые машины на люк заряжающего устанавливался 12,7-мм крупнокалиберный пулемет M2 в бронекоробе).

### Stridsvagn 122

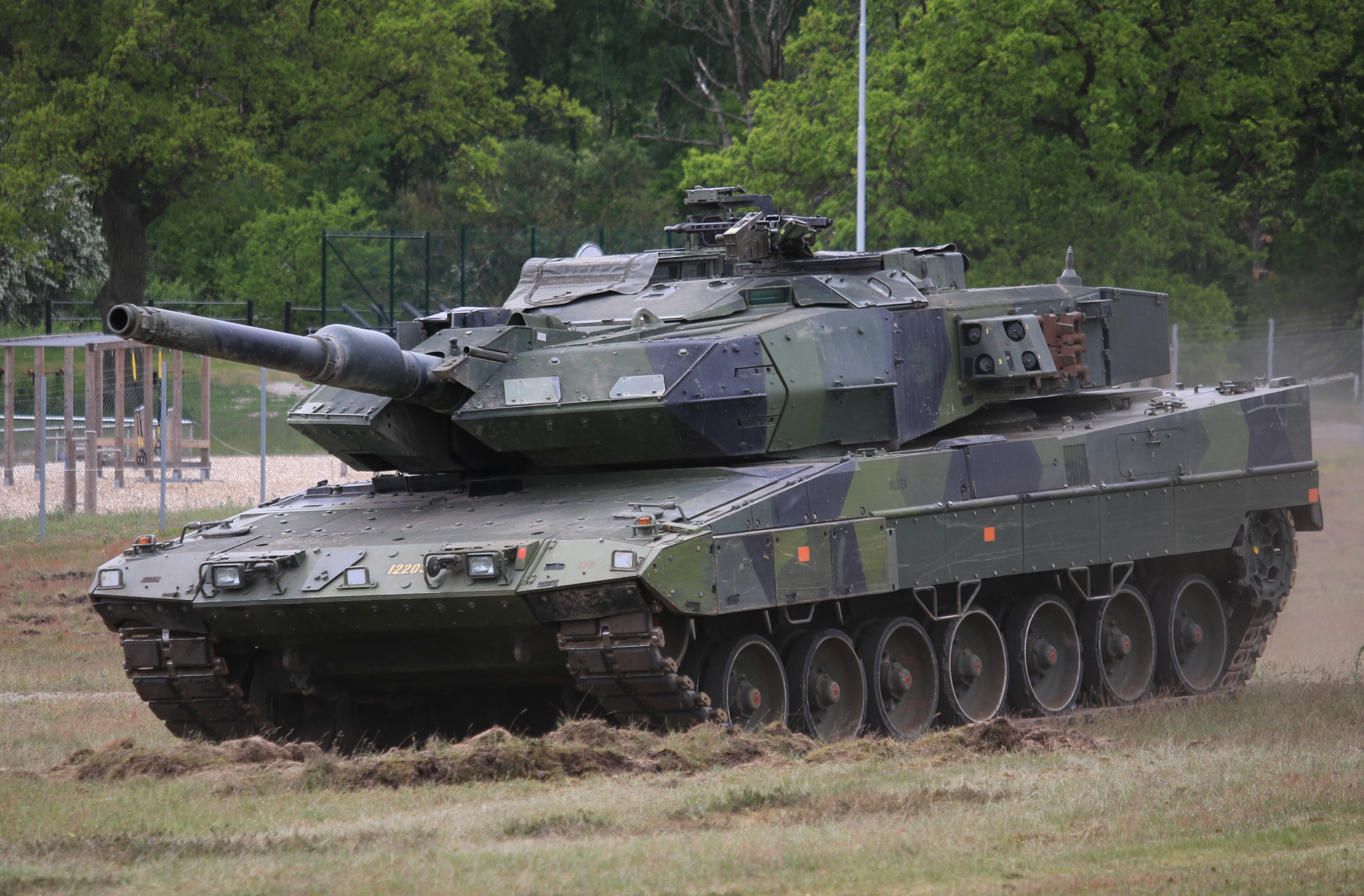
Stridsvagn 122, 2019

Шведская версия Leopard 2A5. Отличия с немецкого варианта: по всей передней части корпуса были установлены дополнительные модули бронирования, на крышу башни танка была установлена дополнительная защита от атак сверху, подвеска была усилена с учётом сложного рельефа и холодного климата Швеции, вместо обычных стаканов дымовых гранат была установлена французская система GALAX, которая также может стрелять фугасными и специальными боеприпасами, была установлена БИУС TCCS (англ. Tank Comand and Control System), предоставляющая командиру и водителю полную информацию о состоянии систем танка и тактическую информацию. 10 танков в 2002 и ещё 4 в 2014 были модернизированы до уровня Strv 122B (улучшена противоминная защита экипажа). В 2016 году было принято решение о капитальном ремонте и дальнейшей модернизации 90 единиц Strv 122 до 3 квартала 2023 года. Модернизированные Strv 122А получили обозначение Strv 122C, а Strv 122B ― Strv 122D.

## На вооружении

### Германия
Модернизация германских танков Leopard 2A4 до стандарта Leopard 2A5 происходила в два этапа: с 1995 по 1998 год Бундесвер получил 225 танков Leopard 2A5, с 1999 по 2002 год — ещё 125 машин. Итого 350 машин. Для модернизации использовались новейшие корпуса танков из 6-й, 7-й и 8-й серий, и самые старые башни (в основном из 1-й серии). Причина такого подхода заключалась в том, что изменения корпуса были минимальны, а башни были существенно переработаны. К 2005 году 160 Leopard 2A5 были модернизированы до стандарта Leopard 2A6. В 2013 году 105 танков Leopard 2A5 были проданы Польше.

### Нидерланды
Нидерланды с 1996 года модернизировали до уровня 2A5NL 330 своих машин, двумя партиями по 180 и 150 машин. С 2003 года 180 танков Leopard 2NL были модернизированы в вариант Leopard 2A6NL.

### Дания
В декабре 1997 года Вооруженные силы Дании заказали в Германии 51 бывших в эксплуатации Leopard 2A4 (производства с 1980 по 1986 год). 29 июня 2000 года командование сухопутных войск Дании подписало контракт с KMW на модернизацию 51 танка Leopard 2A4 до стандарта Leopard 2A5DK. Поставки начались в 2002 году и были завершены в 2005 году. По состоянию на 2010 год количество боеспособных машин сократилось до 34. В 2006—2007 годах несколько машин были переоборудованы в вариант Leopard 2A5DK Desert для участия в боевых действиях в Афганистане, и с 2007 года были развернуты в провинции Гильменд. С 2011 года Leopard 2A5DK Desert был модернизирован до стандарта Leopard 2A5DK QRF. В 2016 и 2017 годах были заключены контракты с KMW на модернизацию в конечном итоге 44 танков Leopard 2A5DK до стандарта Leopard 2A7DK с завершением работ в 2022 году. Шасси остальных Leopard 2A5DK планируется использовать для мостоукладчиков.

### Польша
В ноябре 2013 года Польша и Германия подписали контракт на сумму почти 200 млн евро на поставку 105 танков Leopard 2A5 и 14 дополнительных танков Leopard 2A4. В течение 2014 года Польша получила 77 танк Leopard 2A5, в течение 2015 года – еще 28 танков.

### Швеция
В начале 1990-х годов Вооруженные силы Швеции в поисках замены танку Strv 103 проводили сравнительные испытания Leopard 2 Imp (Improved), M1A2 «Абрамс», AMC-56 «Леклерк» и Т-80У, и предпочли Leopard Imp. В 1994 году было заказано 120 танков Leopard 2S (дальнейшего развитие танка Leopard 2A5), получивших шведское обозначение Stridsvagn 122 (Strv 122). Первые 29 танков были изготовлены фирмой Krauss-Maffei Wegmann (поставлены в 1996 году), оставшийся 91 танк производили шведские фирмы Bofors и Hägglunds, ныне являющиеся частью BAE Systems AB. В 2002 году 10 Strv 122 получили противоминную защиту днища и были переименованы в Strv 122B. Соответственно, танки без противоминной защиты стали называться Strv 122А. В 2011 году ещё 4 Strv 122 были модернизированы для участия в международных операциях НАТО. Эти машины получили индекс Strv 122B Int. В 2016 году было принято решение о капитальном ремонте и дальнейшей модернизации 90 единиц Strv 122. Модернизация должна пройти в сроки с 1 квартала 2019 года по 2 квартал 2023 года. Модернизированные Strv 122А получили обозначение Strv 122C, а Strv 122B, соответственно - Strv 122D.  24 февраля 2023 года правительство Швеции заявило, что  Швеция передаст 10 танков Strv 122 Украине.

## Боевое применение
В ходе операции НАТО в Афганистане наряду с арендованными Канадой у Германии танками Leopard 2A6 применялись датские Leopard 2A5DK.
Танки Leopard 2A5DK были переброшены в Афганистан с 2007 по 2014 год  в качестве поддержки датских пехотных подразделений, находившихся в стране с 2006 года и были развёрнуты в провинции Гильменд. 
14 февраля 2008 г. патрульный датский танк подорвался на мине. Танк получил незначительные повреждения и продолжил патрулирование. Экипаж не пострадал.
27 июня 2008 г. подорвался на мине и был обстрелян из стрелкового оружия и гранатометов другой Leopard 2A5DK. Экипаж открыл ответный огонь и отогнал противника. Поврежденный танк был доставлен на базу Кэмп-Армадилло. После ремонта он вернулся в строй. Экипаж не пострадал. 
1 сентября 2008 г. ещё один из датских танков подорвался на фугасе. Танк получил незначительные повреждения. Экипаж не пострадал. Танк мог своим ходом доехал до ближайшего расположения датских сил. 
24 декабря 2008 г. датский танк подорвался на мине. Танк вернулся в датский лагерь, и датский персонал не пострадал.
3 марта 2009 г. датский танк наехал на самодельное взрывное устройство возле Кэмп-Армадилло. Один из членов экипажа впоследствии пожаловался на боли в спине, и его эвакуировали в полевой госпиталь в Кэмп-Бастион. 
При выводе датского контингента из Афганистана 5 танков Leopard 2A5DK были разобраны для облегчения транспортировки самолетами и после возвращения в Данию использованы в качестве источника запасных частей. 